# Duncan Grant
Pour les articles homonymes, voir Grant.
 (juillet 2013).
Si vous disposez d'ouvrages ou d'articles de référence ou si vous connaissez des sites web de qualité traitant du thème abordé ici, merci de compléter l'article en donnant les références utiles à sa vérifiabilité et en les liant à la section « Notes et références ».
Duncan James Corrowr Grant (21 janvier 1885 — 8 mai 1978), peintre écossais, occupa une place centrale dans le Bloomsbury Group. Cousin de Lytton Strachey, il est également connu pour ses liaisons avec Vanessa Bell et John Maynard Keynes. Il est le père d'Angelica Garnett, la nièce de Virginia Woolf. 

## Biographie
Né à Rothiemurchus, dans le nord de l'Écosse, Duncan Grant étudia les beaux-arts à la Slade School de Londres, puis en Italie et à Paris. Par l'intermédiaire de ses cousins Strachey, il fit la connaissance du Bloomsbury Group et y fut admis. Son style de peinture se développa à la suite de l'exposition d'art postimpressionniste français organisée par Roger Fry à Londres en 1910. La même année, il participa avec Virginia Woolf, Adrian Stephen et d'autres amis au canular du Dreadnought. Il fit également partie des fondateurs du Camden Town Group en 1911, autour du peintre Walter Sickert, aux côtés d'autres artistes comme Augustus John, Wyndham Lewis ou Lucien Pissarro.
Après avoir fondé avec Roger Fry les Omega Workshops en 1913, Duncan Grant en devint le codirecteur avec Vanessa Bell, sœur aînée de Virginia Woolf. Vanessa avait alors une liaison avec Roger Fry. 
Duncan Grant est "homosexuel avec des tendances bisexuelles". La plupart de ses relations, sexuelles comme amoureuses, sont avec des hommes. Il entretient des liaisons avec son cousin Lytton Strachey, l'économiste John Maynard Keynes, le politicien Arthur Hobhouse ou encore le peintre Maxwell Armfield. Il noue aussi une relation domestique et créative avec Vanessa Bell. Ils ont une fille ensemble, Angelica Garnett, qui est élevée en pensant que Clive Bell, le mari de Vanessa et le père de ses deux fils, est son père biologique. 
En 1916, en tant qu'objecteur de conscience, Grant rejoignit son nouvel amant, David Garnett, et tous deux s'établirent comme agriculteurs dans le Suffolk. Leurs demandes auprès du tribunal pour faire reconnaître leur statut d'objecteurs de conscience subirent d'abord un échec, puis le tribunal leur fit droit à condition qu'ils s'installent dans des locaux mieux appropriés. Vanessa Bell trouva la maison, Charleston Farmhouse, située près de Firle, dans le Sussex. Tous trois emménagèrent alors à Charleston. Leurs relations avec Clive Bell restèrent cordiales, et souvent Bell séjourna chez eux pendant de longues périodes – parfois accompagné de sa propre maîtresse, Mary Hutchinson.

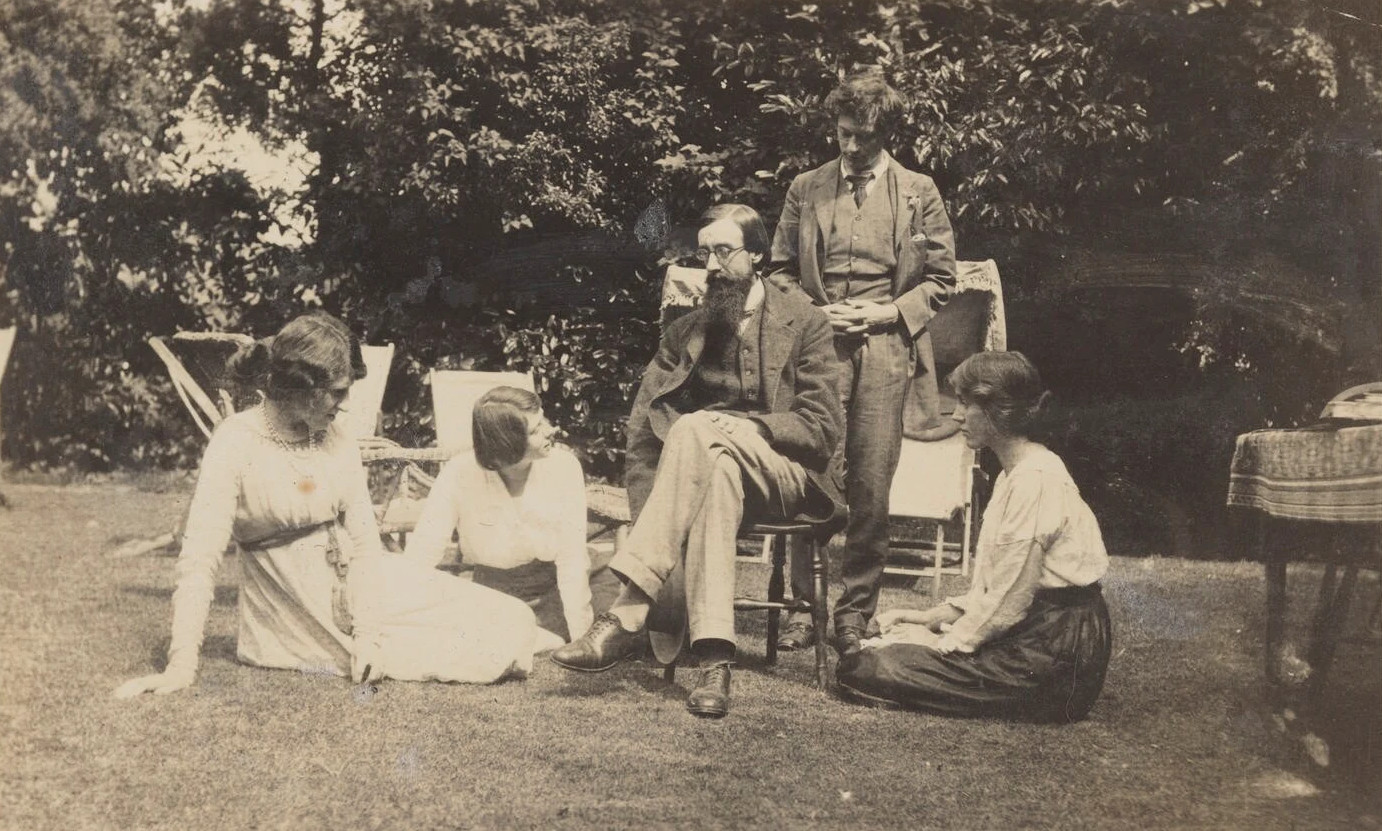
De gauche à droite : Lady Ottoline Morrell, Mme Aldous Huxley, Lytton Strachey, Duncan Grant et Vanessa Bell.

Vanessa Bell et Duncan Grant continuèrent à vivre ensemble pendant plus de quarante ans, dans une relation ouverte et majoritairement platonique bâtie sur leur respect et amour mutuel. Grant continuera d'avoir des relations avec des hommes durant ces années. 
Leur fille Angelica grandit en pensant que Clive Bell était son père. Elle épouse David Garnett, l'ancien amant de son père biologique Duncan Grant, en 1942. A la naissance d'Angelica, David Garnett avait écrit à Lytton Strachey : "je pense à l'épouser ; quand elle aura 20 ans j'en aurai 46 – sera-ce scandaleux ?".
Durant les dernières années de la vie de Grant, son amant, le poète Paul Roche (1916-2007), qu'il connaissait depuis 1946, prit soin de lui et lui permit de continuer à vivre à Charleston, où Angelica s'installa à son tour. Grant fit de Roche son cohéritier avec Angelica. Grant trouva finalement la mort dans la maison de Roche en 1978.
Duncan Grant est enterré à côté de Vanessa Bell dans le cimetière de St. Peter's Church, à Firle West, dans le Sussex de l'Est.